# 红厚壳
紅厚殼（学名：Calophyllum inophyllum），又名瓊崖海棠，为胡桐科红厚壳属的植物。因為能在海濱沙石地生長粗大，南島民族栽種作為木材來源，特別是用於造船。

## 形态
常绿乔木，暗褐或灰褐色树皮；椭圆形或宽椭圆形的叶子对生，顶端钝圆或微缺，厚革质有光泽，全缘或波状，侧脉细密；总状花序或圆锥花序，花白色有香气；球形核果，熟时为黄色、肉质。

## 分布
分布在斯里兰卡、臺湾、马达加斯加、菲律宾、中南半岛、波利尼西亚、马来西亚、安达曼群岛、印度尼西亚、澳大利亚、印度以及中国大陆的海南等地，生长于海拔60米至200米的地区，多生在丘陵空旷地及海滨沙荒地上。

## 别名
胡桐（中国高等植物图鉴误用），琼崖海棠树（中国树木分类学），海棠木、海棠果（广东），君子树（海南），呀拉菩(达悟族）、Bakiyarau(排湾族)。

## 外部連結
- 表無羈萜醇 Epifriedelanol （页面存档备份，存于） 中草藥化學圖像數據庫 (香港浸會大學中醫藥學院) （中文）（英文）
- 6-脫氧巴西紅厚殼素 6-Deoxyjacareubin （页面存档备份，存于） 中草藥化學圖像數據庫 (香港浸會大學中醫藥學院) （中文）（英文）
- 莽草酸 Shikimic acid 中草藥化學圖像數據庫 (香港浸會大學中醫藥學院) （中文）（英文）